# Canton de Bourbon-l'Archambault
Pour les articles homonymes, voir Bourbon et Archambault (homonymie).
Le canton de Bourbon-l'Archambault est une circonscription électorale française située dans le département de l'Allier et la région Auvergne-Rhône-Alpes.
À la suite du redécoupage cantonal de 2014, les limites territoriales du canton sont remaniées. Le nombre de communes du canton passe de 8 à 29.

## Géographie
Ce canton est organisé autour de Bourbon-l'Archambault dans l'arrondissement de Moulins. Son altitude varie alors de 204 m (Franchesse) à 420 m (Saint-Hilaire) pour une altitude moyenne de 293 m.

## Histoire
Par décret du 27 février 2014, le nombre de cantons du département est divisé par deux, avec mise en application aux élections départementales de mars 2015. Le canton de Bourbon-l'Archambault est conservé et s'agrandit. Il passe de 8 à 29 communes.

## Représentation

### Représentation: conseillers généraux de 1833 à 2015
| Période      | Période                    | Identité                                         | Étiquette                  | Qualité                                                                                       |
| ------------ | -------------------------- | ------------------------------------------------ | -------------------------- | --------------------------------------------------------------------------------------------- |
| 1833         | 1848                       | Joseph Alexandre du Bouys de Pravier (1794-1871) |                            | Juge de paix à Bourbon-l'Archambault Adjoint aux Maires de Meillers et de Saint-Plaisir       |
| 1848         | 1849 (annulation)          | Louis Desbordes (1812-1860)                      |                            | Banquier, maire de Bourbon-l'Archambault, conseiller d'arrondissement                         |
| 1849         | 1851 (décès)               | M. Malley-Dugat                                  |                            | Propriétaire à Agonges                                                                        |
| 1851         | 1871                       | Jacques Delan                                    | Parti de l'ordre           | Propriétaire - Maire d'Ygrande                                                                |
| 1871         | 1874                       | Etienne Desbordes (1828-1905)                    |                            | Banquier Maire de Bourbon-l'Archambault                                                       |
| 1874         | 1898                       | Jean-François Devillard                          | Républicain                | Propriétaire-agriculteur, maire de Buxières-les-Mines                                         |
| 1898         | 1904                       | Jacques Lauzet (1858-1939)                       | Socialiste Révolutionnaire | Ancien ouvrier mineur, puis cultivateur-exploitant Conseiller municipal de Buxières-les-Mines |
| 1904         | 1919                       | Louis Panaud (1866-1928)                         | PSR puis SFIO              | Cordonnier, marchand de vins et épicier Maire de Buxières-les-Mines (1900-1928)               |
| 1919         | 1940 (déchu de son mandat) | Alexis Gaume (1883-1963)                         | PC-SFIC                    | Quincaillier Conseiller municipal de Bourbon-l'Archambault Révoqué par le décret Daladier     |
|              |                            |                                                  |                            |                                                                                               |
| 1942         | 1945                       | Joseph Delaume                                   |                            | Agriculteur Maire de Bourbon-l'Archambault Nommé conseiller départemental en 1942             |
| 1945         | 1961                       | Alexis Gaume                                     | PCF                        | Quincaillier Maire de Bourbon-l'Archambault                                                   |
| 1961         | 1981 (décès)               | Roger Berthon (1919-1981)                        | PCF                        | Épicier à Bourbon-l'Archambault Ancien conseiller général du Canton du Montet                 |
| 1981         | 2003 (décès)               | Robert Chaput (1939-2003)                        | PCF                        | Professeur de collège Maire de Bourbon-l'Archambault (1977-1989 et 1995-2003)                 |
| 29 juin 2003 | 2015                       | Gilles Mazuel                                    | PCF                        | Retraité Vice-président du Conseil Général                                                    |

- Élections cantonales de 2011 : le conseiller général sortant, Gilles Mazuel, a été réélu au premier tour avec 59,12 % des suffrages exprimés (1 465 voix sur 2 478 exprimés). Le taux de participation est de 55,91 % (2 697 votants sur 4 624 inscrits)[7].

### Conseillers d'arrondissement (de 1833 à 1940)
Le canton de Bourbon-l'Archambault avait deux conseillers d'arrondissement de 1907 à 1913.
| Période                                  | Période      | Identité                     | Étiquette                 | Qualité |
| ---------------------------------------- | ------------ | ---------------------------- | ------------------------- | --- |
| 1833                                     | 1838 (décès) | Pierre Desbordes (1781-1838) |                           | Banquier, notaire, propriétaire, maire de Bourbon-l'Archambault                                                                    |
| 1838                                     | 1842         | M. Descolombiers             |                           | Président de la Société d'agriculture d'Ygrande                                                                                    |
| 1842                                     | 1848         | Louis Desbordes (1812-1860)  |                           | Banquier, maire de Bourbon-l'Archambault                                                                                           |
|                                          |              |                              |                           | |
| 1883                                     | 1895         | Paul-Grégoire Rondeleux      | Républicain               | Directeur des mines de Buxières |
| 1895                                     | 1907         | Jean-Marie Grasset           | Radical                   | Maire de Bourbon-l'Archambault |
| 1907                                     | 1913         | M. Brillaud                  | Radical                   | Ancien adjoint au maire de Bourbon-l'Archambault                                                                                   |
| 1907                                     | 1913         | Pierre Brizon                | SFIO                      | Professeur |
| 1913                                     | 1919         | Louis Arvaron (1881-1952)    | SFIO                      | Cultivateur, conseiller municipal de Saint-Aubin-le-Monial                                                                         |
| 1919                                     | 1920 (décès) | Victor Delacour (1851-1920)  | Candidat des travailleurs | Exploitant agricole, maire de Saint-Hilaire                                                                                        |
| 1920                                     | 1925         | Émile Dufloux (1893-1976)    | SFIO puis PC-SFIC         | Cultivateur, maire de Saint-Hilaire                                                                                                |
| 1925                                     | 1937         | Louis Dumont (1894-1957)     | PC-SFIC                   | Fermier, maire de Vieure Déchu de ses mandats en 1939 et 1940 (décret Daladier)                                                    |
| 1937                                     | 1940         | Gilbert Lajarge (1892-1965)  | PC-SFIC                   | Mineur puis gérant de coopérative, adjoint (1935-1940) puis maire de Buxières-les-Mines (1945-1965) Révoqué par le Décret Daladier |
| 1940                                     |              |                              |                           | Les conseils d'arrondissement ont été suspendus par la loi du 12 octobre 1940 et n'ont jamais été réactivés                        |
| Les données manquantes sont à compléter. |              |                              |                           | |

Sources : Archives départementales de l'Allier, rubrique "Presse" - https://archives.allier.fr/archives-en-ligne/presse?arko_default_63e27309704a6--ficheFocus=

### Conseillers départementaux après 2015
| Période élective | Période élective | Mandat | Mandat   | Identité                | Nuance | Nuance | Qualité |
| ---------------- | ---------------- | ------ | -------- | ----------------------- | ------ | ------ | --- |
| 2015             | 2021             | 2015   | 2021     | Gérard Dériot           |        | DVD    | Pharmacien retraité Ancien président du conseil départemental de l'Allier Sénateur rattaché au groupe LR (1998-2020), ancien conseiller général du canton de Cérilly |
| 2015             | 2021             | 2015   | 2021     | Corinne Trebosc-Coupas  |        | DVD    | Retraitée de La Poste, adjointe au maire d'Ainay-le-Château jusqu'en 2020 6e vice-présidente chargée des sports, de la pleine nature, de la ruralité, de l'attractivité des territoires et services au public Présidente de la communauté de communes du Pays de Tronçais jusqu'en 2020 |
| 2021             | 2028             | 2021   | en cours | Christophe de Contenson |        | DVD    | Artisan sculpteur, maire de Couzon |
| 2021             | 2028             | 2021   | en cours | Joëlle Laporte          |        | DVD    | Médecin rhumatologue, conseillère municipale de Bourbon-l'Archambault |

#### Élections de mars 2015
À l'issue du premier tour des élections départementales de 2015, deux binômes sont en ballottage : Pakiwa Laloué Buguet et Nicolas Thollet (PCF, 33,87 %) et Gérard Deriot et Corinne Trebosc-Coupas (Union de la Droite, 33,61 %). Le taux de participation est de 60,27 % (7 920 votants sur 13 141 inscrits) contre 53,8 % au niveau départemental et 50,17 % au niveau national.
Au second tour, Gérard Dériot et Corinne Trebosc-Coupas (Union de la Droite) sont élus avec 50,32 % des suffrages exprimés et un taux de participation de 61,96 % (3 808 voix pour 8 142 votants et 13 141 inscrits).
Gérard Dériot est élu président du conseil départemental.

#### Élections de juin 2021
Le premier tour des élections départementales de 2021 est marqué par un très faible taux de participation (33,26 % au niveau national). Dans le canton de Bourbon-l'Archambault, ce taux de participation est de 41,7 % (5 262 votants sur 12 620 inscrits) contre 36,56 % au niveau départemental. À l'issue de ce premier tour, deux binômes sont en ballottage : Annik Berthon et Fabien Thevenoux (PCF, 50,61 %) et Christophe de Contenson et Joëlle Laporte (DVD, 49,39 %).
Le second tour des élections est marqué une nouvelle fois par une abstention massive équivalente au premier tour. Les taux de participation sont de 34,3 % au niveau national, 37,8 % dans le département et 45,54 % dans le canton de Bourbon-l'Archambault. Christophe de Contenson et Joëlle Laporte (DVD) sont élus avec 50,35 % des suffrages exprimés (2 768 voix pour 5 744 votants et 12 613 inscrits),,.

## Composition

### Composition avant 2015
Le canton de Bourbon-l'Archambault regroupait huit communes et comptait 6 286 habitants (population municipale au recensement de 2012).
| Nom                               | Code Insee | Codepostal | Superficie (km2) | Population (dernière pop. légale) | Densité (hab./km2) |
| --------------------------------- | ---------- | ---------- | ---------------- | --------------------------------- | ------------------ |
| Bourbon-l'Archambault (chef-lieu) | 03036      | 03160      | 54,84            | 2 561 (2012)                      | 47                 |
| Buxières-les-Mines                | 03046      | 03440      | 46,95            | 1 050 (2012)                      | 22                 |
| Franchesse                        | 03117      | 03160      | 40,24            | 456 (2012)                        | 11                 |
| Saint-Aubin-le-Monial             | 03218      | 03160      | 21,63            | 279 (2012)                        | 13                 |
| Saint-Hilaire                     | 03238      | 03440      | 20,64            | 489 (2012)                        | 24                 |
| Saint-Plaisir                     | 03251      | 03160      | 52,54            | 400 (2012)                        | 7,6                |
| Vieure                            | 03312      | 03430      | 29,81            | 274 (2012)                        | 9,2                |
| Ygrande                           | 03320      | 03160      | 52,71            | 777 (2012)                        | 15                 |

### Composition depuis 2015
Le nouveau canton de Bourbon-l'Archambault est composé de vingt-neuf communes entières à sa création.
| Nom                                           | Code Insee | Intercommunalité         | Superficie (km2) | Population (dernière pop. légale) | Densité (hab./km2) | Modifier                                    |
| --------------------------------------------- | ---------- | ------------------------ | ---------------- | --------------------------------- | ------------------ | ------------------------------------------- |
| Bourbon-l'Archambault (bureau centralisateur) | 03036      | CC du Bocage Bourbonnais | 54,84            | 2 542 (2022)                      | 46                 | modifier les données · modifier les données |
| Ainay-le-Château                              | 03003      | CC du Pays de Tronçais   | 24,07            | 987 (2022)                        | 41                 | modifier les données · modifier les données |
| Braize                                        | 03037      | CC du Pays de Tronçais   | 20,95            | 259 (2022)                        | 12                 | modifier les données · modifier les données |
| Buxières-les-Mines                            | 03046      | CC du Bocage Bourbonnais | 46,95            | 1 001 (2022)                      | 21                 | modifier les données · modifier les données |
| Cérilly                                       | 03048      | CC du Pays de Tronçais   | 70,55            | 1 312 (2022)                      | 19                 | modifier les données · modifier les données |
| Château-sur-Allier                            | 03064      | CA Moulins Communauté    | 27,75            | 163 (2022)                        | 5,9                | modifier les données · modifier les données |
| Couleuvre                                     | 03087      | CC du Pays de Tronçais   | 53,83            | 592 (2022)                        | 11                 | modifier les données · modifier les données |
| Couzon                                        | 03090      | CA Moulins Communauté    | 19,85            | 321 (2022)                        | 16                 | modifier les données · modifier les données |
| Franchesse                                    | 03117      | CC du Bocage Bourbonnais | 40,24            | 465 (2022)                        | 12                 | modifier les données · modifier les données |
| Isle-et-Bardais                               | 03130      | CC du Pays de Tronçais   | 44,65            | 278 (2022)                        | 6,2                | modifier les données · modifier les données |
| Lételon                                       | 03143      | CC du Pays de Tronçais   | 6,37             | 91 (2022)                         | 14                 | modifier les données · modifier les données |
| Limoise                                       | 03146      | CA Moulins Communauté    | 12,56            | 176 (2022)                        | 14                 | modifier les données · modifier les données |
| Lurcy-Lévis                                   | 03155      | CA Moulins Communauté    | 71,42            | 1 852 (2022)                      | 26                 | modifier les données · modifier les données |
| Meaulne-Vitray                                | 03168      | CC du Pays de Tronçais   | 50,10            | 907 (2022)                        | 18                 | modifier les données · modifier les données |
| Neure                                         | 03198      | CA Moulins Communauté    | 11,97            | 201 (2022)                        | 17                 | modifier les données · modifier les données |
| Pouzy-Mésangy                                 | 03210      | CA Moulins Communauté    | 35,04            | 383 (2022)                        | 11                 | modifier les données · modifier les données |
| Saint-Aubin-le-Monial                         | 03218      | CC du Bocage Bourbonnais | 21,63            | 266 (2022)                        | 12                 | modifier les données · modifier les données |
| Saint-Bonnet-Tronçais                         | 03221      | CC du Pays de Tronçais   | 27,98            | 739 (2022)                        | 26                 | modifier les données · modifier les données |
| Saint-Hilaire                                 | 03238      | CC du Bocage Bourbonnais | 20,64            | 508 (2022)                        | 25                 | modifier les données · modifier les données |
| Saint-Léopardin-d'Augy                        | 03241      | CA Moulins Communauté    | 39,59            | 364 (2022)                        | 9,2                | modifier les données · modifier les données |
| Saint-Plaisir                                 | 03251      | CC du Bocage Bourbonnais | 52,54            | 423 (2022)                        | 8,1                | modifier les données · modifier les données |
| Theneuille                                    | 03282      | CC du Pays de Tronçais   | 39,73            | 340 (2022)                        | 8,6                | modifier les données · modifier les données |
| Urçay                                         | 03293      | CC du Pays de Tronçais   | 12,49            | 296 (2022)                        | 24                 | modifier les données · modifier les données |
| Valigny                                       | 03296      | CC du Pays de Tronçais   | 21,18            | 376 (2022)                        | 18                 | modifier les données · modifier les données |
| Le Veurdre                                    | 03309      | CA Moulins Communauté    | 21,16            | 476 (2022)                        | 22                 | modifier les données · modifier les données |
| Vieure                                        | 03312      | CC du Bocage Bourbonnais | 29,81            | 276 (2022)                        | 9,3                | modifier les données · modifier les données |
| Le Vilhain                                    | 03313      | CC du Pays de Tronçais   | 26,37            | 269 (2022)                        | 10                 | modifier les données · modifier les données |
| Ygrande                                       | 03320      | CC du Bocage Bourbonnais | 52,71            | 778 (2022)                        | 15                 | modifier les données · modifier les données |
| Canton de Bourbon-l'Archambault               | 0302       |                          | 956,97           | 16 641 (2022)                     | 17                 | modifier les données                        |

## Démographie

### Démographie avant 2015
| 1962  | 1968  | 1975  | 1982  | 1990  | 1999  | 2006  | 2011  | 2012  |
| ----- | ----- | ----- | ----- | ----- | ----- | ----- | ----- | ----- |
| 9 177 | 8 401 | 7 317 | 7 092 | 6 769 | 6 532 | 6 419 | 6 295 | 6 286 |

### Démographie depuis 2015
En 2022, le canton comptait 16 641 habitants, en évolution de −0,12 % par rapport à 2016 (Allier : −1,38 %, France hors Mayotte : +2,11 %).
| 2013   | 2018   | 2022   |
| ------ | ------ | ------ |
| 16 788 | 16 681 | 16 641 |